# Piper tsangyuanense
Piper tsangyuanense är en pepparväxtart som beskrevs av P.S. Chen & P.C. Zhu. Piper tsangyuanense ingår i släktet Piper och familjen pepparväxter. Inga underarter finns listade i Catalogue of Life.